# Паскевич, Николай Семёнович
Николай Семёнович Паскевич  (1751—?) — курский вице-губернатор.

## Биография
Происходил из дворян. В марте 1774 года вступил в службу подканцеляристом в Камер-контору, откуда вскоре был переведён в Межевую экспедицию Сената. В декабре 1777 года Паскевич перешёл на службу в Экспедицию о государственных доходах, где оставался до 5 мая 1788 года, когда был переведён советником в курскую Казенную палату.  31 августа 1789 года был назначен директором экономии Курского наместничества. 2 сентября 1793 года получил чин коллежского советника; 22 сентября 1794 года награждён орденом Св. Владимира 4-й степени. 9 января 1798 года получил место председателя 2-го Департамента курской Палаты суда и расправы.
В 1799 году, 23 февраля произведён в статские советники, а 18 июля назначен Курским вице-губернатором.
Скончался в чине действительного статского советника в конце 1814 или в начале 1815 г.
Сын, Михаил (1797—1866), был близок к декабристам, но в Южное общество принят не был, хотя о его существовании знал. Принимал участие в подавлении восстания Черниговского полка. Находился в Петропавловской крепости 7 месяцев, после чего продолжил службу в другом полку. Писал стихи, которые пользовались широкой известностью в среде декабристов.

## Отзывы современников
В  своем письме  к тамбовскому наместнику Г.Р.Державину  Н.И.Ахвердов просит должность для Паскевича:
Вы знаете Николая Семеновича Паскевича с весьма , надеюсь, выгодной стороны, так как и я, то есть , честным, добрым, способным к делам и благодарным человеком.  Г. тамбовский вице-губернатор Ушаков, быв здесь, сказывал, что ваш директор экономии Тозлуков просится в отставку и ему то обещано от генерал - губернатора. Николай Семенович женился и имеет сына и по видимому иметь будет многочисленное потомство. По сим обстоятельствам находил бы великую выгоду, получая 1000 руб . жалованья, жить в Тамбове. 